# Kambur (Strendur)
Kambur è una montagna alta 611 metri sul mare situata sull'isola di Eysturoy, nell'arcipelago delle Isole Fær Øer, in Danimarca.